# Выдрея
Выдрея — посёлок в Лиозненском районе Витебской области Республики Беларусь. Входит в состав Крынковского сельсовета.

## География
Расположен в лесистой местности в 12 км к западу от посёлка Лиозно и в 30 км к юго-востоку от Витебска, находится при ж.-д. остановочном пункте Выдрея на линии Витебск — Смоленск.
На начало 2017 года в Выдрее одна улица и шесть домов.

## Известные уроженцы и жители
- Пётр Иванович Альсмик, белорусский селекционер-картофелевод, Герой Социалистического Труда